# Гордівці
Гордівці́ — село в Україні, у Рукшинській сільській територіальній громаді Дністровського району Чернівецької області.

## Історія
За даними на 1859 рік у власницькому селі Гордівці Хотинського повіту Бессарабської губернії, мешкало 269 осіб (137 чоловічої статі та 132 — жіночої), налічувалось 45 дворових господарств, існували православна церква та кордон.
Станом на 1886 рік у власницькому селі Гордіуці Рукшинської волості мешкало 355 осіб, налічувалось 62 дворових господарства, існувала православна церква.